# Jeunesse de France et d'Outre-mer
Pour les articles homonymes, voir JFOM.
La Jeunesse de France et d'Outre-mer (JFOM) est un mouvement de jeunesse créé, en zone libre, en janvier 1941 pour « encadrer, embrigader et endoctriner » les jeunes de 14 à 21 ans.

## Raisons de sa création
Il est placé sous la tutelle du Secrétariat général à la jeunesse (SGJ) du gouvernement de Vichy. Selon le collaborateur Paul Baudouin, « La jeunesse, c'est la France de demain. Refaire la France, c'est avant tout refaire sa jeunesse »,. Il faut donc créer de jeunes « révolutionnaires » de la Révolution nationale, pour « créer un ordre nouveau ».
Elle est, au départ, particulièrement implantée dans les Alpes-Maritimes. Son premier congrès a lieu à Nice, du 25 au 27 octobre 1941. Henri Pugibet, puis Jean-Marcel Renault, sont à sa direction.
Son emblème est l'alouette. Son organe de presse est Franc-Jeu, imprimé à Vichy.

## Antisémitisme virulent
Un antisémitisme virulent distingue la JFOM des autres mouvements de jeunesse. Sa publication, Franc-jeu, est émaillée d'un grand nombre d'articles antisémites, parfois violents. Pour « combattre la domination mondiale des Juifs », il faut, non seulement appliquer les mesures antijuives de Vichy, mais aller plus loin. En juillet 1942, le journal réclame la déportation des Juifs : « Nous Français, qui connaissons la ruse et l'ambition des Juifs, nous devrions exiger la déportation en lieu sûr. »,.